# Uhlsport
Uhlsport est un équipementier sportif allemand créé en 1948 à Balingen dans le Land de Bade-Wurtemberg en Allemagne sous le nom Haase & Uhl.
Cette marque était à l'origine uniquement spécialisée dans l'équipement du gardien de but (gants, maillots, bas... etc.) de football et s'est ensuite recentrée sur l'équipement du football en général puis dans divers sports collectifs.

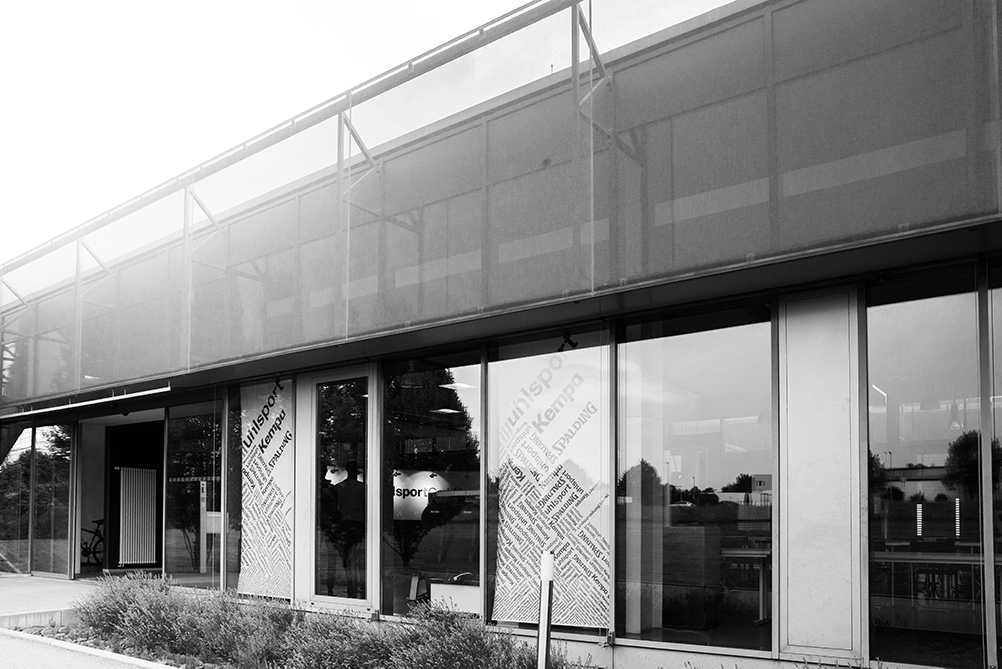
Le siège de Uhlsport à Balingen.

Uhlsport est également l'équipementier officiel de la Ligue 1 et de la Ligue 2 puisqu'il est fournisseur du ballon qu'il a dénommé Elysia et Triomphéo.
L'entreprise détient également la marque Kempa, équipementier destiné au handball dont le créateur fut le handballeur allemand Bernhard Kempa.

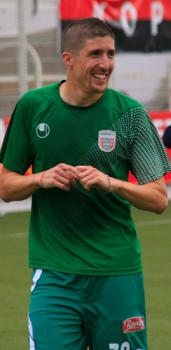
Le club algérien de la JSM Béjaïa avec un t-shirt Uhlsport.

## Équipes dont Uhlsport est l'équipementier
- Clermont Foot 63
- 🇨🇵 US RO-CLAIX 38
- Fortuna Düsseldorf
- 1. FC Cologne
- Belassitza Petritch
- Béroé Stara Zagora
- FK CSKA Sofia
- Alki Larnaca
- Hvidovre IF
- FC Merkuur Tartu
- WIT Georgia Tbilissi
- Pirouzi Teheran
- Esteghlal Ahvaz
- Sepahan Ispahan
- Fath Union Sport de Rabat
- UT Arad
- FC Braşov
- České Budějovice
- Club athlétique bizertin
- Espérance sportive de Zarzis
- Association sportive des FAR (football)
- Maghreb association sportive de fes

### Équipes nationales
- Kenya [2]
- Tanzanie [3]